# Войцех Ястшембець
Во́йцех Ястше́мбець (пол. Wojciech Jastrzębiec; бл. 1362—2 вересня 1436) — державний і релігійний діяч Корони Польської, священик і єпископ Римо-Католицької Церкви. Архієпископ гнезненський, примас Польщі та Литви (9 липня 1423 — 2 вересня 1436). Канцлер коронний (1399—1412). Народився у Лубніце, Польща. Син убогого шляхтича Дзерслава гербу Ястшембець. Близько 1384 року закінчив Краківську духовну семінарію і прийняв священство. Єпископ позанський (26 квітня 1399 — 9 серпня 1412) і краківський (9 серпня 1412 — 9 липня 1423). З 1398 року працював при дворі польського короля Владислава Ягайла канцлером королеви Ядвіги. 1399 року хрестив їх доньку Єлизавету від імені Папи Римського Боніфація IX. Був одним із підписантів Віленсько-радомської (1401) та Городельської уній (1413). 1404 і 1408 року виступав посередником у конфліктах із Тевтонським орденом. 1416 року збудував у Ритв'янах замок і церкву святого Войцеха. 1421 року надав резиденцію паулінам у Лубніце. 1422 року заснував містечко Ястшомб у Мазовії. 25 липня 1434 року коронував у Вавельському соборі Владислава III Варненчика на короля Польщі. Брав участь в укладанні мирних договорів із тевтонськими лицарями на озері Мельно (1422) і Бересті-Куявському (1435). Автор теологічно-правничих трактатів. Похований у монастирській церкві святих Петра і Павла в Бешовій, Польща.